# سيمون إكلوند
سيمون إكلوند (بالسويدية: Simon Eklund)‏ هو متزلج قفز سويدي، ولد في 10 مايو 1996.

## وصلات خارجية
- سيمون إكلوند على موقع الاتحاد الدولي للتزلج (القفز التزلجي) (الإنجليزية)
- سيمون إكلوند على موقع اللجنة الأولمبية السويدية (السويدية)